# Граф де Бенавенте

Герб муниципалитета Бенавенте, провинция Самора, автономное сообщество Кастилия-Леон.

Граф де Бенавенте (исп. Condado de Benavente) — испанский дворянский титул. Он был создан королем Кастилии Энрике III 17 мая 1398 года для Хуана Алонсо Пиментеля, португальского рыцаря на службе кастильской короны. Он получил во владение сеньории Бенавенте, Вильялон-де-Кампос и Майорга. После женитьбы Хуан Алонсо Пиментель получил сеньории Виньяйш и Браганса в районе Алту-Траз-уш-Монтиш (Португалия).
В 1473 году король Кастилии Энрике IV возвел графство Бенавенте в ранг герцогства. Родриго Алонсо Пиментель, 4-й граф де Бенавенте, стал 1-м герцогом де Бенавенте. После этого его потомки стали носить двойной титул — граф-герцог де Бенавенте. Вместе с еще 24 титулами графство Бенавенте стало одним из первых грандов Испании первого класса, который были официально утверждены в 1520 году королем Карлом I.
Название графского титула происходит от названия муниципалитета Бенавенте, провинция Самора, автономное сообщество Кастилия-Леон. В настоящее время носительницей этого титула является Мария де Солис-Бомон и Тельес-Хирон (род. 1950), 17-я герцогиня де Осуна, 18-я герцогиня де Бенавенте и 18-я герцогиня де Аркос.

## Графы де Бенавенте
- Хуан Альфонсо Пиментель и Васкес де Фонсека (ок. 1340—1430), 1-й граф де Бенавенте. Сын Родриго Афонсу Пиментеля и Браганса и Лоуренсы Васкес де Фонсеки

1. Супруга — Жуана Телеш де Менезиш, дочь Мартина Афонсу Телу де Менезиша.

- Родриго Алонсо Пиментель (1378 — 16 сентября 1440), 2-й граф де Бенавенте. Сын предыдущего

1. Супруга — Леонор Энрикес (1380—1437), дочь Алонсо Энрикеса де Кастилии и Хуаны де Мендосы

- Алонсо Пиментель-и-Энрикес (1422—1461), 3-й граф де Бенавенте. Второй сын предыдущего.

1. Супруга — Мария Вигил де Киньонес Толедо (1436—1477), дочь Педро Киньонеса и Альвареса де Толедо, графа де Луна, и Беатрис де Акунья и Португаль.
2. Супруга — Мария де Киньонес и Португаль (? — 1477), дочь Диего Фернандеса Вигила де Киньонеса, сеньора де Луна, и Марии де Толедо и Айяла.

- Родриго Алонсо Пиментель (ок 1441 — 4 сентября 1499), 4-й граф де Бенавенте, 1-й герцог де Бенавенте с 1473 года. Старший сын предыдущего.

1. Супруга — Мария Луиза Пачеко Портокарреро, 6-я сеньора де Могер, дочь Хуана Пачеко, 1-го маркиза де Вильена, и Марии Портокарреро Энрикес, 6-й сеньоры де Могер и Вильянуэва-дель-Фресно.

- Все последующие герцоги де Бенавенте носили титул графа де Бенавенте.